# Andreu Basolí i Rabasa
Andreu Basolí i Rabasa   (Mollet del Vallès, 11 de juny de 1929 - 11 de març de 2018) va ser un empresari i pilot de motociclisme català. Fou un dels pioners del motocròs a la península Ibèrica quan aquest esport s'hi anava introduint cap a finals de la dècada de 1950 i començaments de la de 1960 i en va guanyar els dos primers Campionats d'Espanya disputats (els de 1959 i 1960). Va practicar també altres disciplines, com ara els ral·lis en moto (en fou campió estatal els anys 1957 i 1958), la Regularitat -antecedent de l'actual enduro- (guanyant-ne el campionat estatal de 1959) i la resistència, havent participat diverses vegades a les 24 Hores de Montjuïc i altres curses semblants. Després del motociclisme es va iniciar en l'automobilisme, tot pilotant per a marques tan emblemàtiques com ara Pegaso i Mercedes en ral·lis, circuits i pujades de muntanya.
Era nebot del fundador de Derbi, Simeó Rabasa, de qui heretà la seva passió per la bicicleta de carretera.

## Resum biogràfic

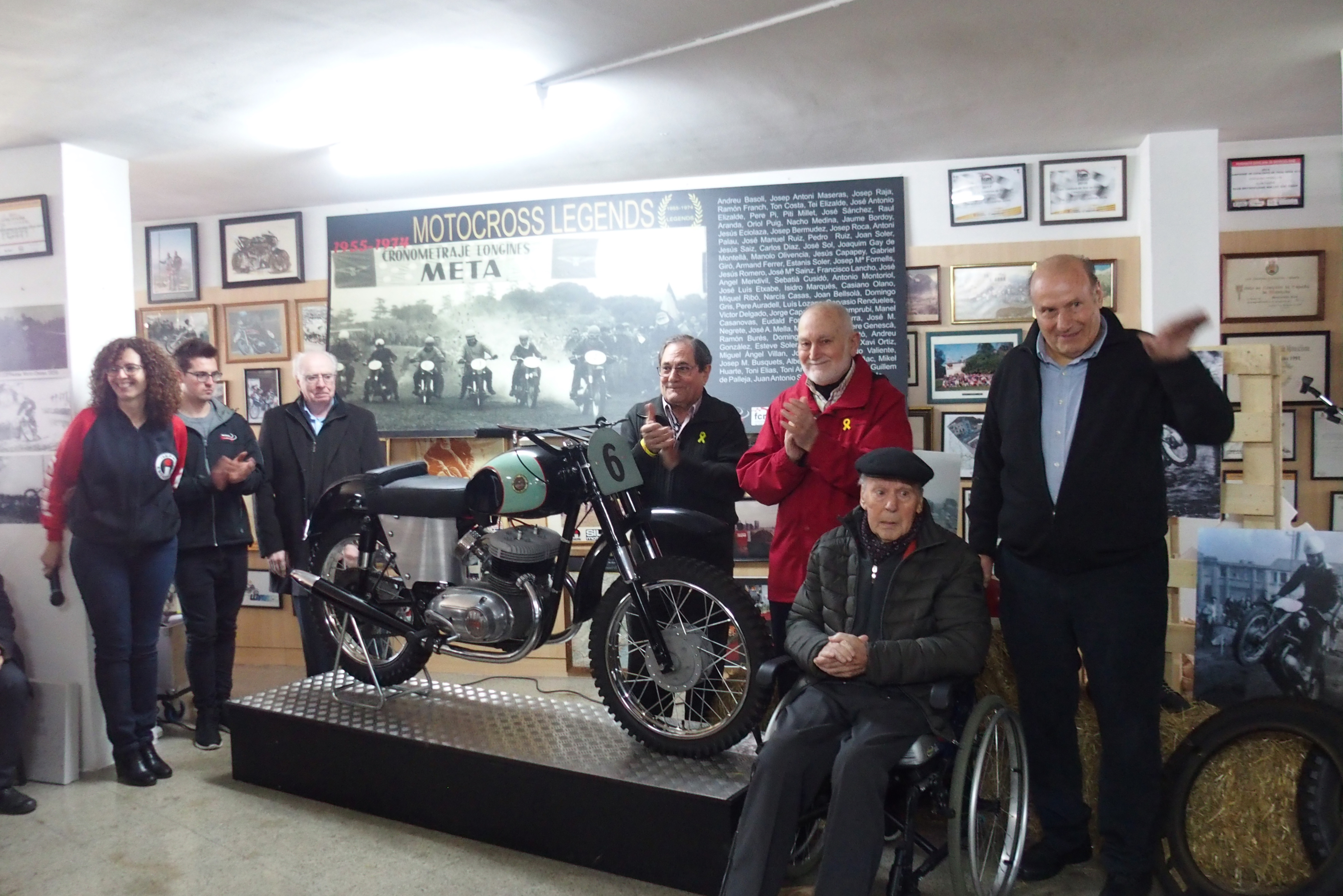
Andreu Basolí (en cadira de rodes) durant un homenatge als antics pilots de la Derbi 350 de motocròs al Museu Isern de la Moto el 24/2/2018

Acabada la guerra civil espanyola, Andreu Basolí començà a treballar ajudant el seu germà gran, Antoni, en el seu negoci de lloguer de bicicletes i patins els diumenges. Més endavant, compaginà els estudis de piano amb la feina, entrant a treballar de comptable i viatjant a l'empresa del seu oncle, Bicicletas Rabasa. Tenia 14 anys i cobrava 100 pts al mes. Més endavant, s'encarregà d'organitzar-ne la xarxa comercial. El 1956 es va casar amb la Maria Teresa Gurguí i es va traslladar a Granollers, on va obrir la seva pròpia botiga, l'embrió de l'actual Grup Basolí (potent cadena comercial amb establiments a Barcelona, Sabadell, Girona i Mataró). Basolí, pare de set fills (sis d'ells estan involucrats en el negoci i l'altra, una noia, és metgessa però també n'és partícip) es mantingué en actiu fins passats els 80 anys, tot supervisant i aconsellant els fills en l'empresa.

### Grup Basolí
Al començament, quan va fundar la botiga, Basolí treballava fins i tot els diumenges i no va fer les seves primeres vacances fins als 50 anys. En l'actualitat, el Grup Basolí té sis establiments on hi treballen prop de 80 persones. Les marques amb què tracten són Derbi, Kawasaki, KTM, Piaggio i Keeway. A començaments de la dècada de 1990, l'empresa creà l'Escuderia Basolí Competició, equipada amb motocicletes Kawasaki, amb la intenció de formar un equip competitiu a nivell estatal. Actualment, l'escuderia participa en el Campionat d'Espanya de SuperSport, a més de col·laborar activament en la "Ninja Cup" que es disputa en paral·lel a aquest Campionat.

## Palmarès
Al llarg de la seva carrera, Basolí va participar en tota mena de competicions de dues i quatre rodes, com ara les 24 hores de Montjuïc (tant en motos com en cotxes), el Campionat d'Espanya de Ral·lis i com a membre de l'equip Derbi al Campionat del Món de motociclisme de velocitat. Els seus èxits principals els aconseguí en els Campionats estatals de ral·lis en moto, regularitat i motocròs. De fet, en vistes de les seves bones aptituds en curses de regularitat, la Pegaso el va fitxar com a copilot de Joaquín Palacios, amb qui participà en la I Volta a Catalunya als comandaments d'un Pegaso Panamericana l'any 1954.

### Campionat d'Espanya de ral·lis en moto
| Any          | Motocicleta  | Resultat |
| ------------ | ------------ | -------- |
| 1957         | Derbi        | 1r       |
| 1958         | Derbi        | 1r       |
| Total títols | Total títols | 2        |

### Campionat d'Espanya de regularitat
| Any  | Motocicleta | Resultat |
| ---- | ----------- | -------- |
| 1959 | Derbi       | 1r       |

### Campionat d'Espanya de motocròs
| Any          | Motocicleta  | Superiors |
| ------------ | ------------ | --------- |
| 1959         | Derbi        | 1r        |
| 1960         | Derbi        | 1r        |
| Total títols | Total títols | 2         |